# Małgorzata Helena Lehner
Małgorzata Helena Lehner (zm. w lipcu 2021) – polska specjalistka psychofarmakologii, dr hab.

## Życiorys
12 kwietnia 2007 obroniła pracę doktorską Ośrodkowe mechanizmy odpowiedzialne za indywidualne reakcje na bodźce lękowe, 4 października 2012 habilitowała się na podstawie pracy zatytułowanej Cykl publikacji własnych pod zbiorczym tytułem "Podstawy neurobiologiczne indywidualnych różnic w ekspresji lęku warunkowanego". Została zatrudniona na stanowisku adiunkta w Instytucie Psychiatrii i Neurologii.
Zmarła w lipcu 2021.